# Oratório de São José

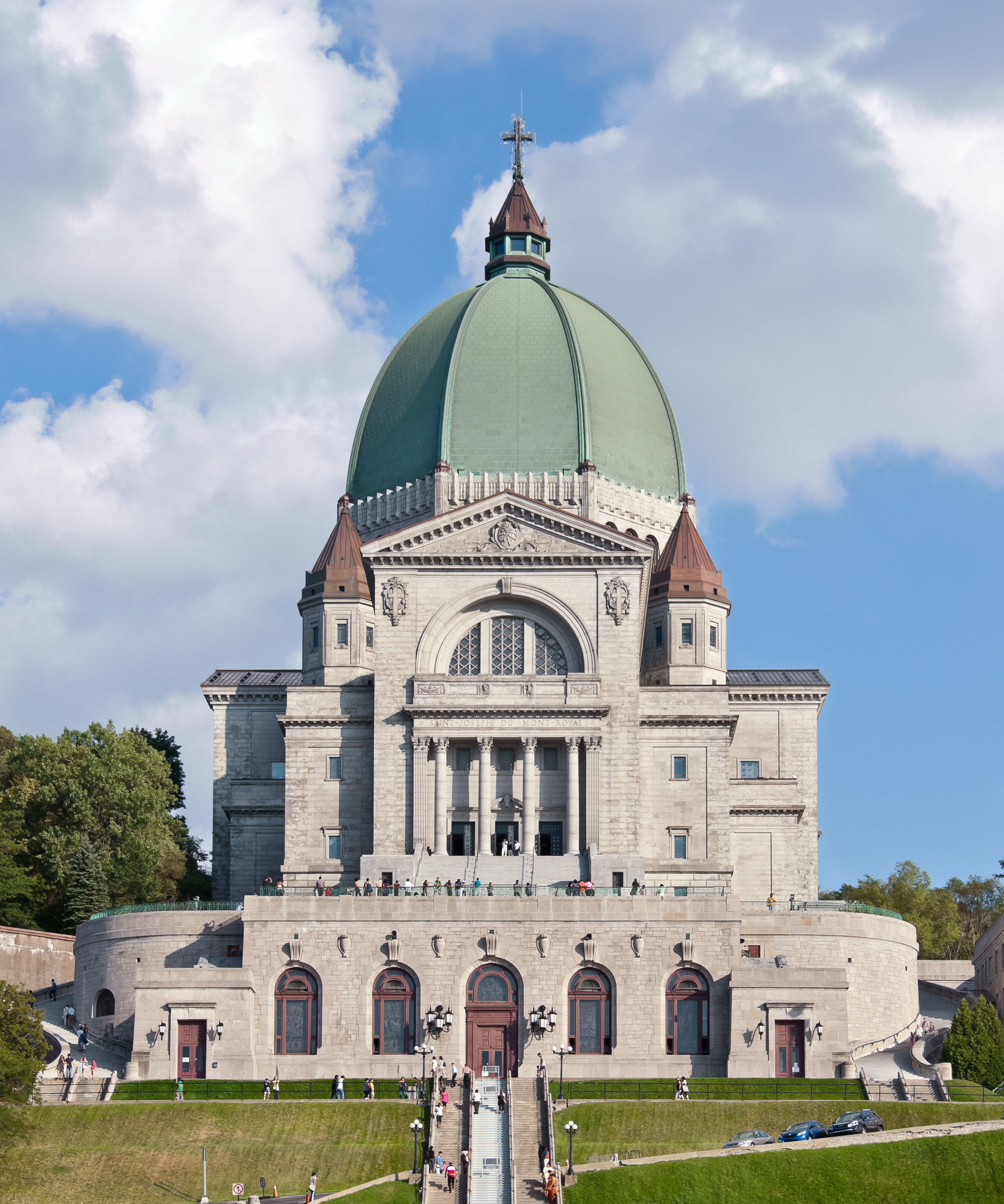
Oratório de São José do Monte Royal.

Oratório de São José do Monte Royal, (francês - Oratoire Saint-Joseph du Mont-Royal), é uma basílica Católica Romana situada na ladeira norte do Monte Royal em Montreal, Canadá.
Em 1904, o Irmão André (Alfred Bessette) começou a construção de uma pequena capela ao lado do monte próximo ao Colégio Notre Dame. Brevemente, ela tornou-se muito pequena. Mesmo com sua ampliação, em 1917, uma igreja foi construída, chamada a crípta, com uma capacidade para 1000 pessoas sentadas. Em 1924, a construção da basílica foi inaugurada; e foi completamente finalizada em 1967. Seu domo, ou cúpula, é o segundo maior desse tipo no mundo, ficando atrás apenas da Basílica de São Pedro no Vaticano, Roma, e é a maior igreja de todo o Canadá.
A basílica é dedicada a José de Nazaré, a quem o Irmão André creditou todos os seus supostos milagres. Muitos deles eram relacionados a um certo de poder de cura e muitos pelegrinos (paralíticos, cegos, doentes, etc...) vieram até sua basílica, incluindo numerosos Protestantes. Em exposição na basílica há uma parede coberta com as imagens daqueles que ele supostamente curou. O Papa João Paulo II reconheceu a autenticidade dos milagres e beatificou Irmão André em 1982.
Uma relíquia no museu da igreja contém o coração do Irmão André, que ele requisitou como uma proteção para a basílica. Mais de 2 milhões de visitantes e pelegrinos visitam o Oratório todos os anos. Ela está localizada ao número 3800, Queen Mary Road, em Côte-des-Neiges, onde também se encontra uma estação da linha azul do metrô. Em 19 de Outubro de 2004, o Oratório comemorou seu centenário. Todos os sinos de todas as igrejas na ilha de Montreal deveriam tocar seus sinos às 9:00 da manhã. Infelizmente, nem todos ouviram o som dos sinos porque nem todas as igrejas participaram. Às 9:05 da manhã, a basílica badalou todos os seus sinos em resposta e celebração.

## Histórico

### Capela do irmão André

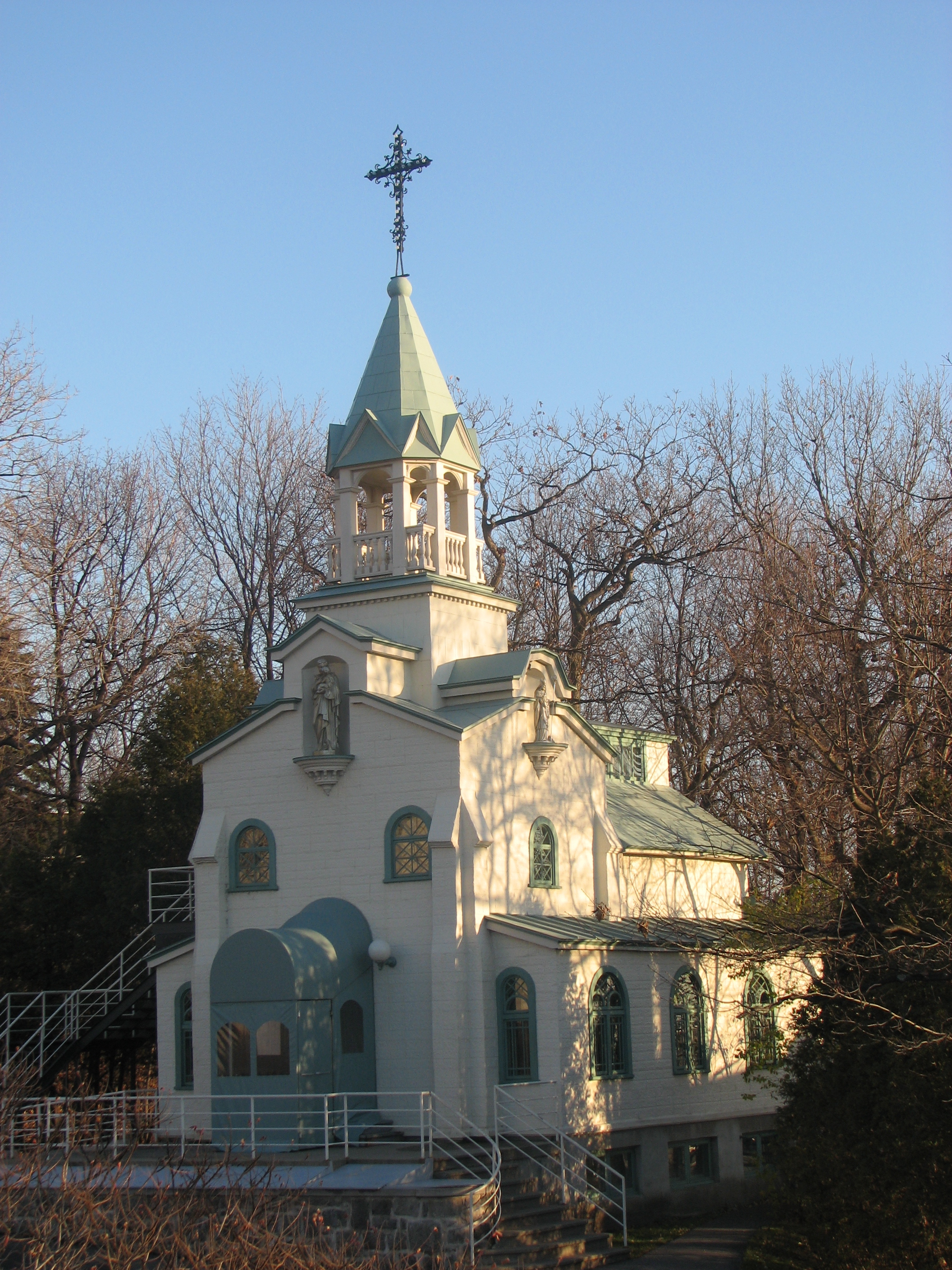
Capela do Irmão André

A partir de 1900, o irmão André tem o projeto de erigir uma capela (um oratório e criar assim um santuário dedicado a José, pai de Jesus Cristo, sobre o Monte Royal., em frente ao colégio Notre-Dame de Montreal, onde trabalhava. 
A popularidade do irmão André e a afluência crescente de doentes incitam a Congregação de Santa Cruz a autorizar a construção da capela. A direção do colério e o arcebispo de Montreal, 
Monsehor Paul Bruchési, decidem que os custo do projeto não seriam financiados.
O irmão André organiza recolhimento de doações dos visitantes. Logo, o terreno sobre o Mont Royal é comprado pelo montante de CAN$10 000. A construção se inicia graças as doações recebidas.
Entre julho e outubro de 1904, o irmão André faz construir uma capela com ajuda de fiéis. Esta capela seria utilizada para orações a São José. Feita de madeira e compreendendo um espaço muito restrito de 4,50 m por 5,50 m, a capela nao conseguia abrigar todos os fiéis. Esta era de fato um oratório que abria suas portas de madeira e permitia aos fiéis orar a partir do lado de fora e apenas em período estival. A inauguração e a consagração acontecem em 19 de outubro de 1904.
Devido à fama do irmão André, à multiplicação de curas e ao aumento da afluência de fiéis, houve necessidade de uma expansão. Decidiu-se então expandir e fazer as ligações de aquecimento do edifício em 1908.
A capela situada sobre o flanco da montanha ganha popularidade. Foi expandida novamente em 1910, com o acréscimo da nave, do campanário e o quarto do irmão André na parte superior da capela, que comportava também um segundo leito destinado ao acolhimento de pelegrinos ou doentes. Após a segunda expansão, a construção toma a forma atual.

### Cripta

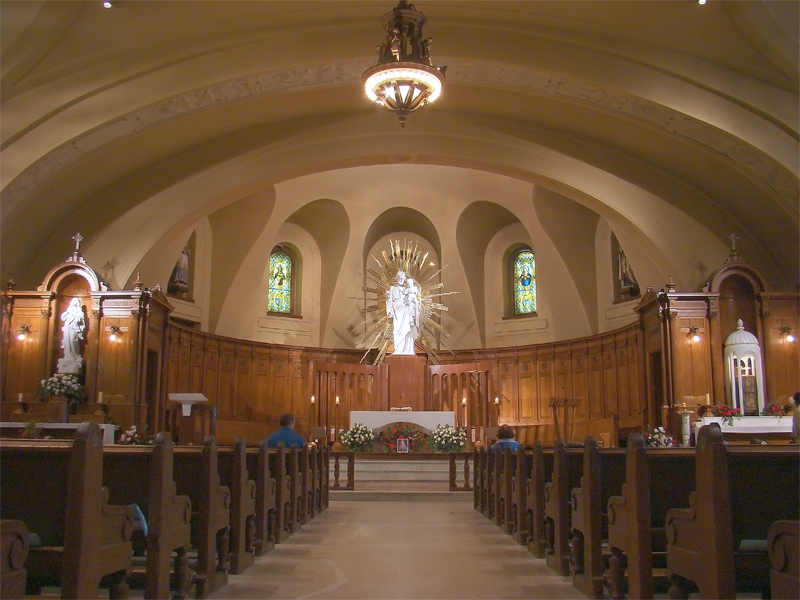
Vista da cripta

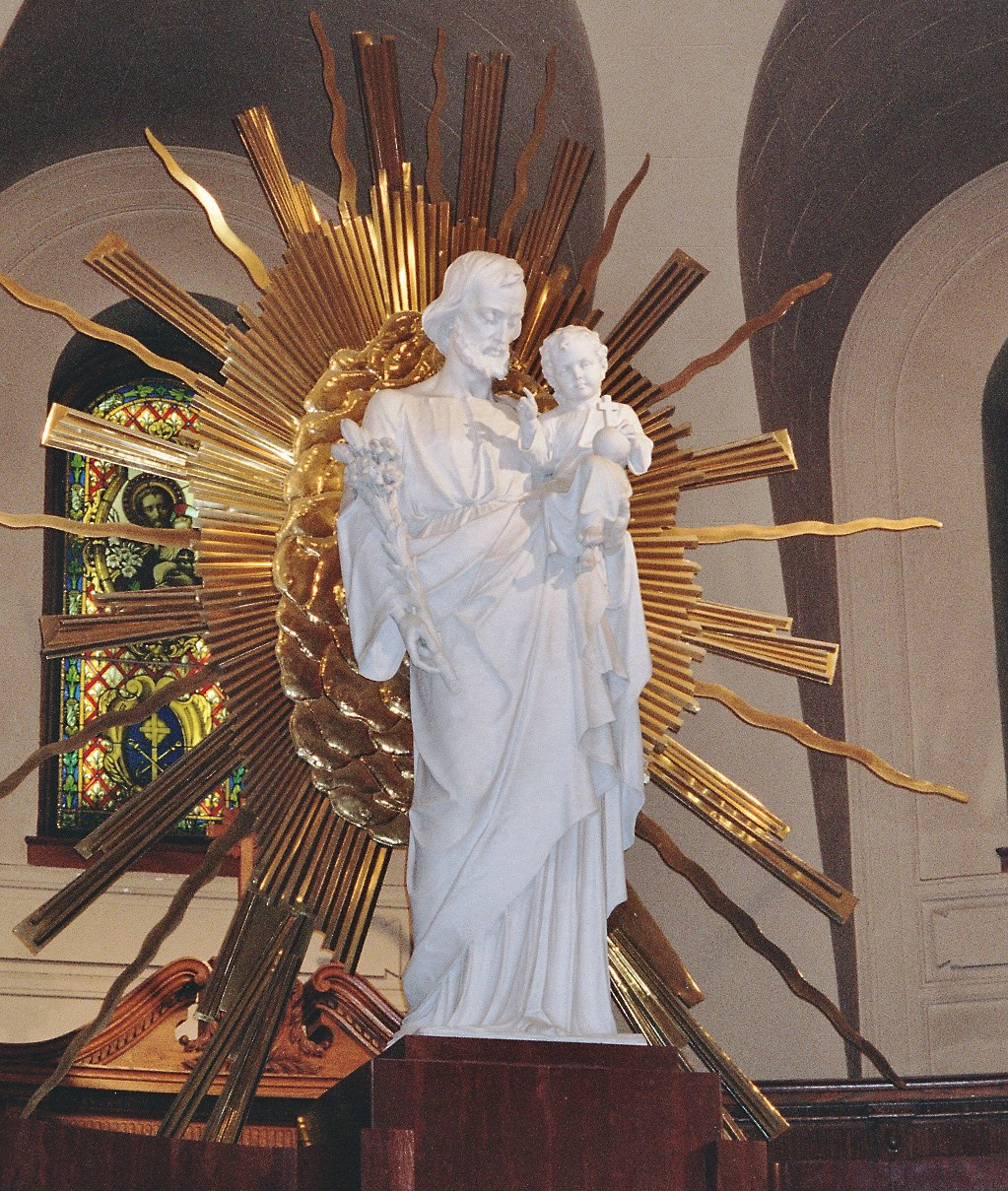
São José na cripta

O oratório era pequeno demais para as acolher as procissões que vinham encontrar o irmão André e orar a São José. Decidiu-se então em 1915 por construir uma igreja. O planos previam a construção de uma cripta coberta por uma basílica. Os trabalhos iniciaram-sem em 1916 seguindo os planos dos arquitetos Dalbé Viau e Alphonse Venne.
A inauguração e a consagração acontecem em 1917. O nome cripta vem do fato que sua abóbada encontra-se sobre arcos rebaixados e sua posição aos pés da basílica. A cripta pode acolher mil pessoas, e recebe a visita de fiéis que participam das missas cotidianas.

### Basílica
A construção da basílica começa em 1924, seguindo projeto dos mesmos arquitetos da cripta, construída oito anos antes. O monge francês Dom Paul Bellot desenha o acabemento exterior em estilo renascentista italiano acompanhado de toques modernistas.
A morte do irmão André precede os  trabalhos de acabamento exterior, empreendidos por 
Dom Paul Bellot em colaboração com os arquitetos Rodolphe Tourville e Lucien Parent, que tiveram início em 1937.
O cimento das paredes foi coberto por granito vindo do Lago Mégantic, no Quebec. Quatro colunas de 18 m demonstram o estilo coríntio, sobre a fachada da basílica. A cúpula foi revestida de cobre.
O altar-mor foi consagrado em 1955 pelo cardeal Paul-Émile Léger. Neste mesmo ano, o nome oratório São José do Mont-Royal foi instituído pelo papa Pio XII.

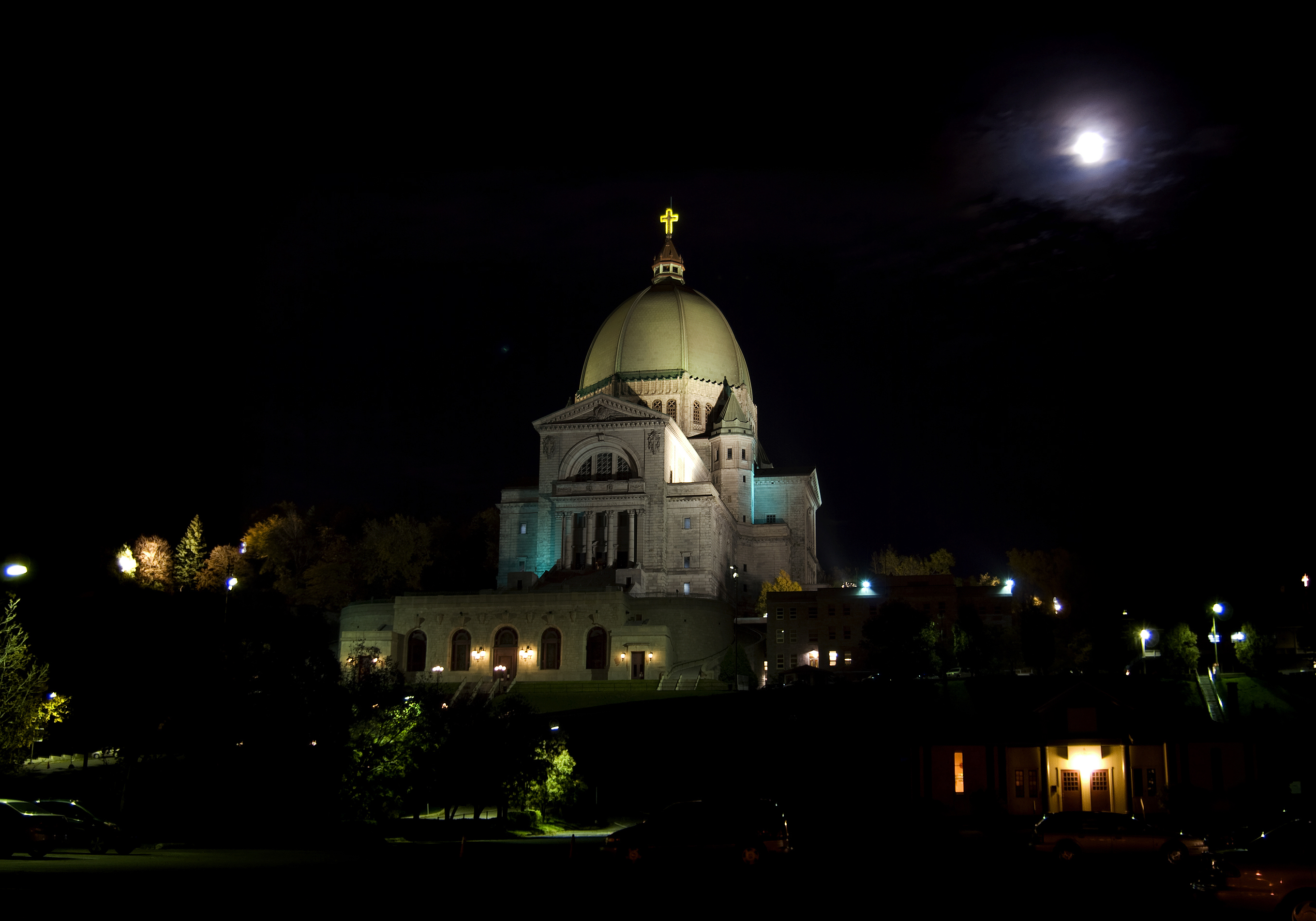
Vista noturna

Os trabalhos de acabamento interior foram terminados em 1966 pelo arquiteto Gérard Notebaert.
A construção termina em 1967, trinta anos aós a morte do irmão André.

### Tumba do irmão André
Irmão André falece em 6 de janeiro de 1937 aos 91 anos. Seu corpo foi guardado em outro local enquanto aguardava-se o fim da construção de seu túmulo.
Após o final da construção da tumba, o corpo foi depositado em seu interior. Esta situa-se dentro de uma capela funerária fora da igreja. O arco em tijolo foi desenhado pelo arquiteto Dom Paul Bellot. O então primeiro-ministro do Quebec, Maurice Duplessis, que era amigo pessoal do irmão Andre, ofereceu o mármore negro da sepultura.
Em 11 de setembro de 1963, a tumba foi aberta pelo Tribunal eclesiástico encarregado da beatificação para assegurar-se da integridade do corpo, que à época estava em estado de mumificação e intacto. A beatificação foi efetuada em 23 de maio de 1982 pelo Papa João Paulo II.
Centenas de milhares de pessoas a visitam cada ano. O afresco de Henri Charlier pintado na parede atrás da tumba ilustra a devoção à Paixão de Cristo, que era a afeição do irmão André. Pode-se ler a inscrição: " Pauvre, obéissant, humble serviteur de Dieu " (pobre, obediente, humilde servo de Deus). Um busto do irmão André está exposto na parede oposta. Sobre o busto, encontra-se registros contendo milhões de assinaturas em favor da canonização do irmão André.

### Coração do irmão André
Na Idade Média na França e na Itália, o costume era guardar o coração de pessoas célebres em sinal de admiração e reconhecimento. Desse modo conservou-se os corações dos reis da França. O arcebispo de Montreal, monsenhor Georges Gauthier, pede que o coração de irmão André seja conservado.
O coração do irmão André foi exposto ao público, atraindo multidões. Foi roubado na noite de 15 para 16 de março de 1973. Graças a informações divulgadas pela polícia, o coração foi encontrado quase dois anos mais tarde. Em 21 de dezembro 1974, policiais entram em uma casa no sul de Montreal e encontram o coração intacto no subsolo, cuidadosamente e respeitosamente guardado.
O coração foi novamente exposto ao público, na sala de exposição dedicada à sua vida e sua obra. Autoridades religiosas protegeram o coração atrás de uma grade em ferro forjado.

### O Caminho da Cruz
Nos jardins do oratório existe uma via Crúcis com várias esculturas representando a Paixão de Cristo, obra original de Louis Parent. O escultor dedica 10 anos de trabalho à obra. Foram esculpidas em pedra vinda de Indiana, Estados Unidos, e o escultor Ercolo Barbieri trabalha o mármore de Carrara entre 1952 e 1958. Os jardins são projeto do arquiteto paisagista Frederick Gage Todd.
O Cardeal Paul-Émile Léger inaugura a via Crúcis em 1951, realizando o sonho do irmão André em oferecer aos pelegrinos um lugar privilegiado de oração e meditação.

### Capela votiva

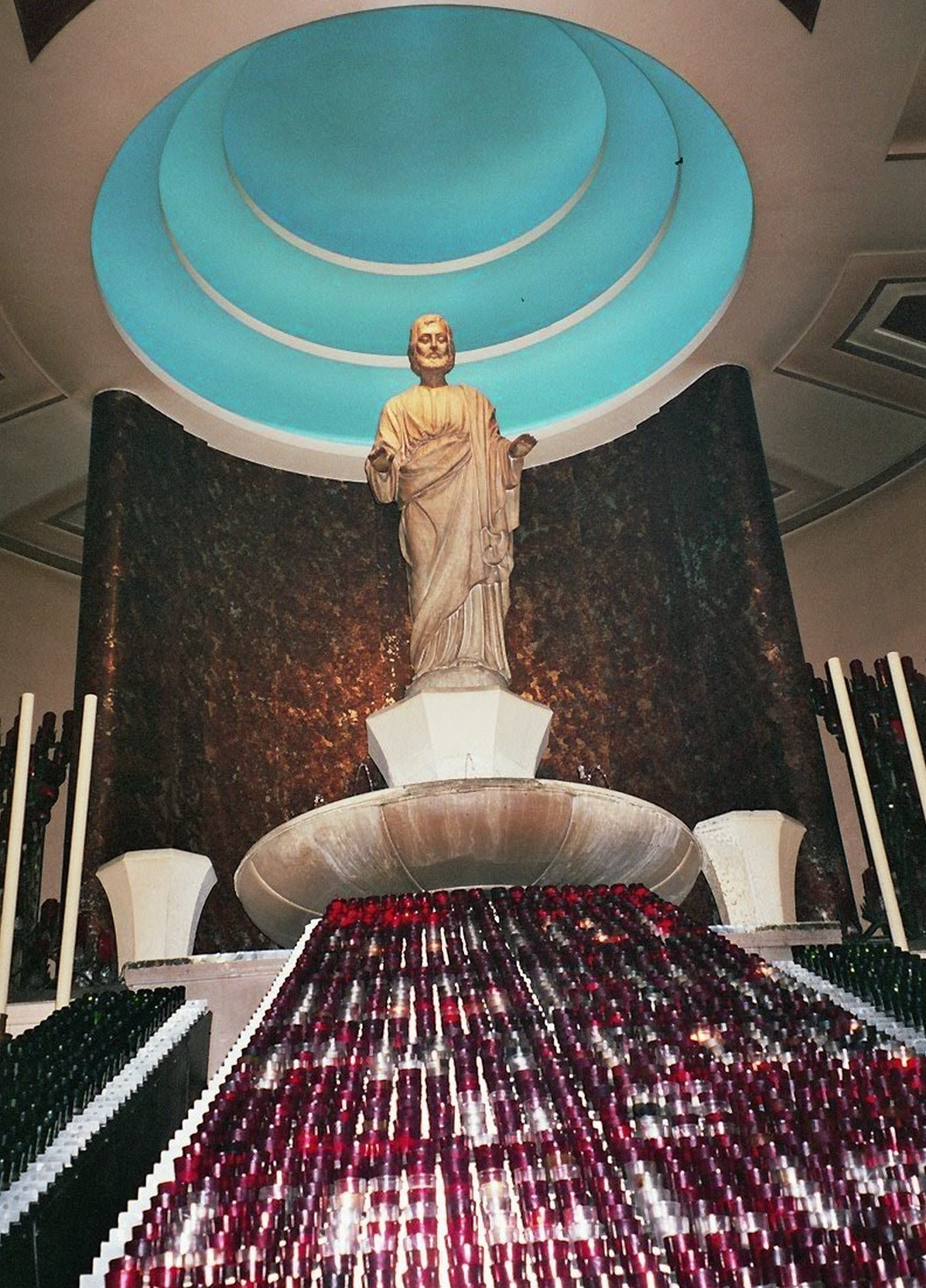
São José na capela votiva

Numerosos doentes deixavam suas bengalas e próteses na cripta após sua cura. Como não se podia pendurar estes ex-voto nas paredes da cripta, uma capela de devoção foi construída em anexo para poder armazená-las. Hoje, estes ex-voto repousam nas paredes da capela e são prova da gratidão dos fiéis.

### Órgão
O órgão do oratório foi instalado em 1960 por um fabricante alemão, Rudolf von Beckerath, e foi construído em Hamburgo entre 1958 e 1959, composto de 78 conjuntos repartidos sobre cinco teclados manuais, 118 rangs, 5811 tubos e 5 teclados e pedais mecânicos, o que o faz um dos mais importantes do gênero no mundo. 

### Carrilhão

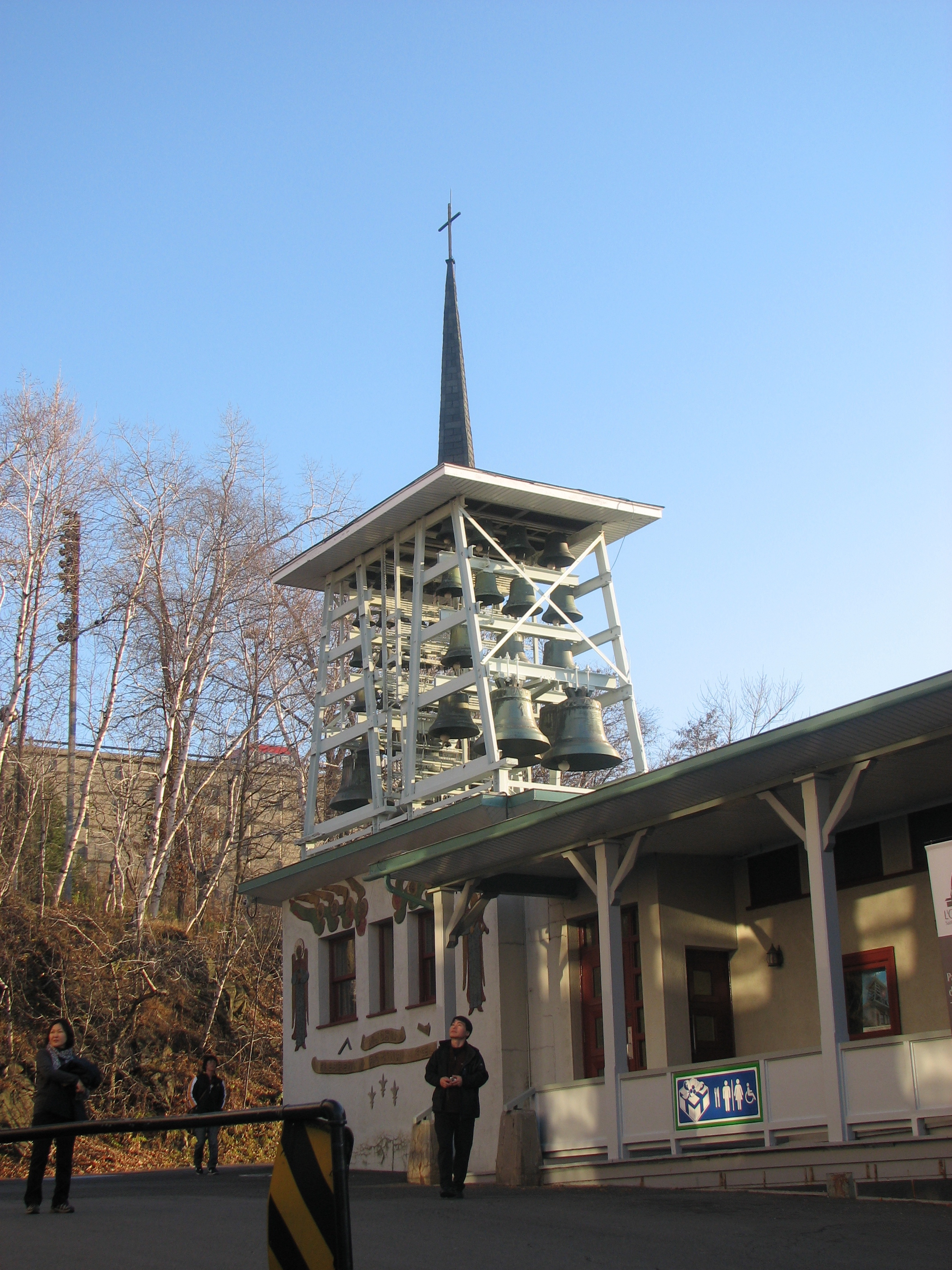
Carrilhão do oratório São José

O carrilhão do oratório São José possui 56 sinos de bronze. Destinado originalmente para a torre Eifel de Paris, foi oferecido em 1955 ao oratório por doadores.
O instrumento compreende quatro oitavas e meia. Estende-se de ré #3 até #7. O maior sino pesa 1500 kg e o menor aproximadamente 5 kg. O conjunto pesa um total de 10 900 kg.